# 안종운
안종운(安鍾云, 1949년 4월 25일 ~ )은 대한민국의 제44대 농림부 차관을 지낸 공무원으로 한국농촌공사 사장을 역임하였다. 본관은 죽산이며, 전라남도 장흥군 출생이다.

## 학력
- 광주고등학교 졸업
- 서울대학교 농학 학사
- 서울대학교 행정대학원 수료
- 웨스턴일리노이 주립 대학교 대학원 경제학 석사
- 충북대학교 경제학 박사

## 경력
- 제17회 행정고등고시 합격
- 1975년 : 농수산부 농정기획과장
- 1994년 : 농림수산부 공보관
- 1996년 : 농림부 농정기획심의관
- 1997년 ~ 1999년 : 청와대 농림해양비서관
- 2001년 : 농림부 기획관리실장
- 2002년 ~ 2003년 : 농림부 차관
- 2004년 ~ 2007년 : 농업기반공사(현 농어촌공사) 사장
- 2008년 ~ : 순천대학교 석좌교수, 한국슬로푸드문화원 이사장

## 같이 보기
- 대원 농촌발전연구원
- 한국슬로푸드생물다양성재단